# 小核核糖核酸
小核RNA（英語：small nuclear RNA，常見縮寫為snRNA，也見譯為核内小RNA），是含有100到300碱基的RNA。
它參與真核生物细胞核中RNA的加工。snRNA和許多蛋白質結合在一起成为小胞核核糖核蛋白（snRNPs即small nuclear ribonucleoproteins），參與信使RNA前體（pre-mRNA）的剪接，使後者成為成熟mRNA。